# مخزن استارینا
مخزن استارینا (به لاتین: Starina reservoir) یک مخزن سد در اسلواکی است که در Stakčín واقع شده‌است.